# 森尼特
森尼特（英語：Sennett）是位于美国纽约州卡尤加县的一个镇，地处卡尤加县东部，紧邻奥本市，坐落于五指湖地区。2010年美国人口普查时，该镇有3595人。森尼特镇于1827年建立，其名称来源于一位名为丹尼尔·森尼特（Daniel Sennett）的早期定居者。